# Sphondylia inlineata
Sphondylia inlineata es una especie de coleóptero de la familia Megalopodidae.

## Distribución geográfica
Habita en Angola.